# ترولنهاگن
ترولنهاگن (به آلمانی: Trollenhagen) یک شهر در آلمان است که در مکلنبورگیشه زنپلاته واقع شده‌است. ترولنهاگن ۵۶۱ نفر جمعیت دارد.